# Relay
Relay (phiên âm tiếng Việt: rơ le) hay relay điện, là một công tắc đổi mạch bằng dòng điện.
Các relay điện cơ sử dụng nam châm điện để vận hành cơ khí công tắc. Các "relay trạng thái rắn", hay relay bán dẫn, là mạch chứa linh kiện bán dẫn thực hiện đổi mạch không có phần cơ khí.

Tên gọi rơ le trong Tiếng Việt này bắt nguồn từ tiếng Pháp (tiếng Pháp: relais électromagnétique).

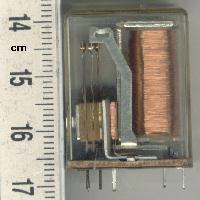
Rơle điện

## Khái quát
Relay được sử dụng khi cần kiểm soát một mạch điện bằng một tín hiệu công suất thấp (với đầy đủ cách điện giữa kiểm soát và mạch điều khiển), hoặc trong trường hợp một số mạch phải được kiểm soát bởi một tín hiệu. Các rơle đầu tiên được sử dụng trong các mạch điện báo đường dài với vai trò bộ khuếch đại: chúng lặp đi lặp lại các tín hiệu đến từ một mạch và truyền lại nó trên mạch khác. relay được dùng rộng rãi trong trao đổi điện thoại và các máy điện toán thời kỳ đầu với vai trò điều hành mạch lôgic. Một loại rơle có thể xử lý công suất cao cần thiết để trực tiếp kiểm soát một động cơ điện hoặc mức tải khác được gọi là một contactor.
Relay trạng thái rắn kiểm soát mạch điện không có bộ phận chuyển động.

### Lối hoạt động
Khi cuộn từ dẫn điện, cuộn từ tạo ra
Từ cảm 
Không thể phân tích cú pháp (MathML hoặc SVG/PNG (khuyến khích các trình duyệt và công cụ trợ năng hiện đại): Phản hồi không hợp lệ (“Math extension cannot connect to Restbase.”) từ máy chủ “http://localhost:6011/vi.wikipedia.org/v1/”:): {\displaystyle B=LI=\frac{N A}{l} \mu I }

Từ lực của từ trường có hướng đi xuống với dòng điện đi xuống có từ lực
{\displaystyle F=Bl=NA\mu I}

## Cấu tạo chính

### Relay điện cơ

Bố trí chân của vi mạch 4066

relay gồm nam châm điện (1), cần dẫn động (2) và các ngõ vào ra (3). Khi có dòng điện chạy ở cuộn dây nam châm điện (1), cơ năng làm đổi mạch lối ra từ ngõ "thường đóng" (normally closed, ngõ vẽ bên trên trong sơ đồ) sang ngõ "thường mở" (normally open).
Các thanh đổi mạch có thể có lắp lẫy lò xo để quá trình đóng cắt diễn ra dứt khoát.

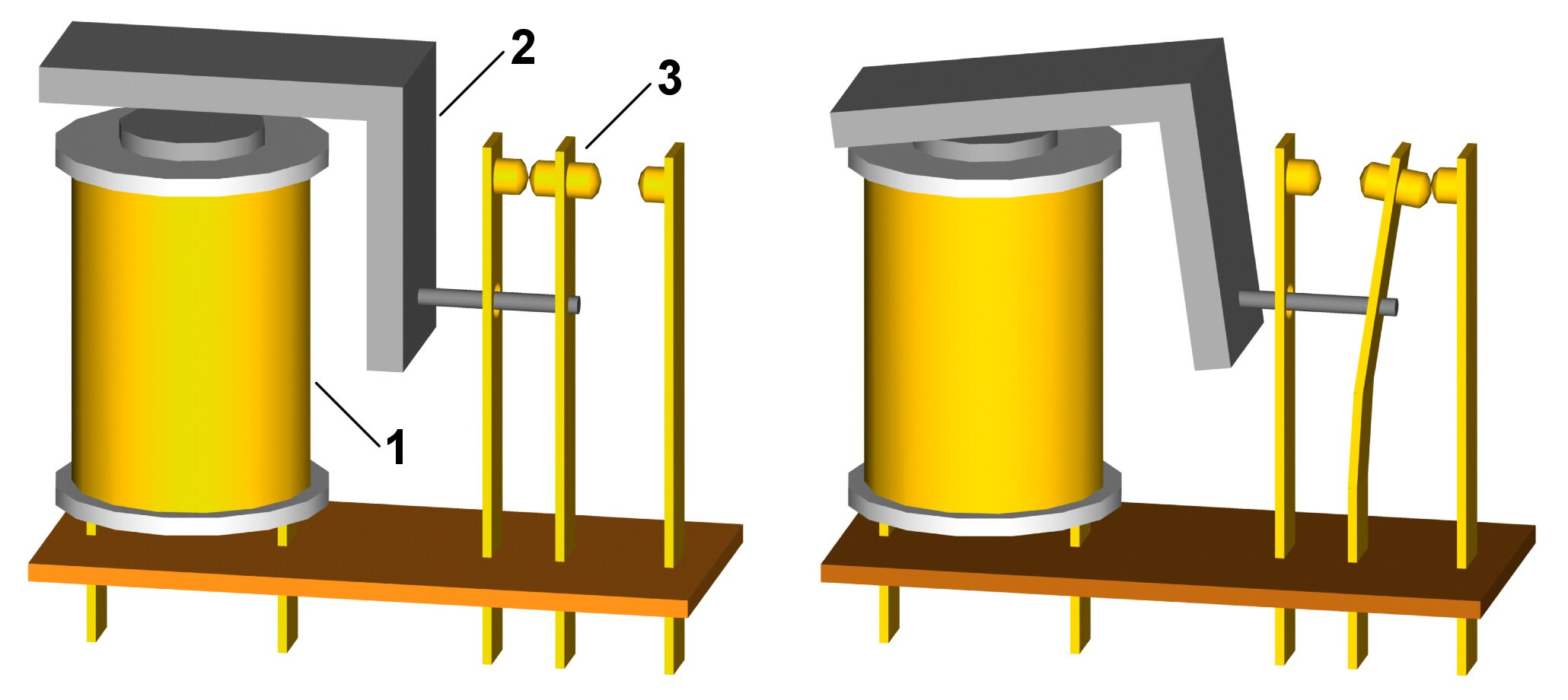
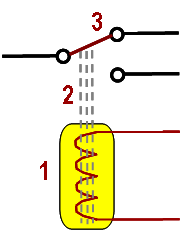

### SSR
SSR (Solid state relay, tiếng Việt: Relay trạng thái rắn) là tên gọi không chính thức để chỉ các mạch công tắc lập bằng linh kiện bán dẫn, và tên ưa dùng hiện là chuyển mạch (Switch). Trong mạch này tín hiệu điều khiển A tác động làm chuyển đổi cặp ngõ vào ra X Y từ "thường mở" (normally open) sang trạng thái "đóng" (closed) để dẫn thông mạch điện. Vì lý do công nghệ chế tạo và sự cần thiết, người ta không chế ra relay trạng thái rắn loại "thường đóng" (normally closed).
Các chuyển mạch tín hiệu nhỏ được chế thành vi mạch, như mạch CD4066 là "CMOS Quad Bilateral Switch". Các chuyển mạch tín hiệu có thể không cần phân biệt ngõ nào là vào hay ra, như ngõ X hay Y của vi mạch CD4066.
Các mạch công suất lớn thì phần tử đóng cắt dòng điện là transistor BJP, MOSFET hay TRiAC các loại. Khi đó phải phân biệt lối vào và ra của dòng năng lượng.

## Phân loại
Chủng loại relay rất đa dạng và luôn được phát triển phục vụ sự đổi mới thiết bị. Việc phân loại cũng dựa theo các đặc trưng vận hành khác nhau.
Chú ý rằng trạng thái "được cấp điện của nam châm điện" là trạng thái nam châm được cấp dòng đủ lớn để nó thực hiện trọn vẹn sự đổi mạch.

### Theo số cụm ngõ vào ra
Bộ ba "ngõ vào - ngõ ra thường đóng - ngõ ra thường mở" là bộ ngõ cơ bản của relay. Một relay cụ thể sản xuất ra sẽ có:
- Số cụm đổi mạch, ứng với số ngõ vào.
- Khi bỏ bớt các ngõ ra thường đóng hay ngõ ra thường mở, relay mang tên của ngõ ra còn lại.

### Lật và chốt
- relay lật đổi mạch khi có dòng điện cấp vào nam châm điện, và trở về trạng thái bình thường khi không cấp điện cho nam châm điện.
- relay chốt đổi mạch khi có xung dòng điện cấp vào nam châm điện, và giữ trạng thái này khi ngừng cấp điện.

relay chốt đổi mạch với điện áp cấp vào nam châm điện thấp (12 hoặc 24 V) được dùng nhiều ở châu Âu để bật tắt gián tiếp đèn và thiết bị điện ở cư xá. Chúng đảm ảo an toàn về điện, và các nút ấn cấp điện cho nam châm điện có thể bố trí nối song song với số lượng tùy ý, đặt tại vị trí thích hợp cho bật tắt. Khi một nút ấn cấp điện thì relay đảo bật⇔tắt cho dãy đèn, ví dụ dãy đèn chiếu sáng cầu thang, cho phép bật tắt đèn từ bất cứ tầng nào.

### Các tính năng nâng cao
Các relay được chế tạo đặc biệt để hoạt động ở các mạch đặc biệt.
- relay đổi mạch tần cao: relay đổi mạch antenna trong máy thu phát tin dùng chung antenna.
- relay chống hồ quang, dùng trong mạch có điện áp hoặc dòng lớn.